# 흰버드나무

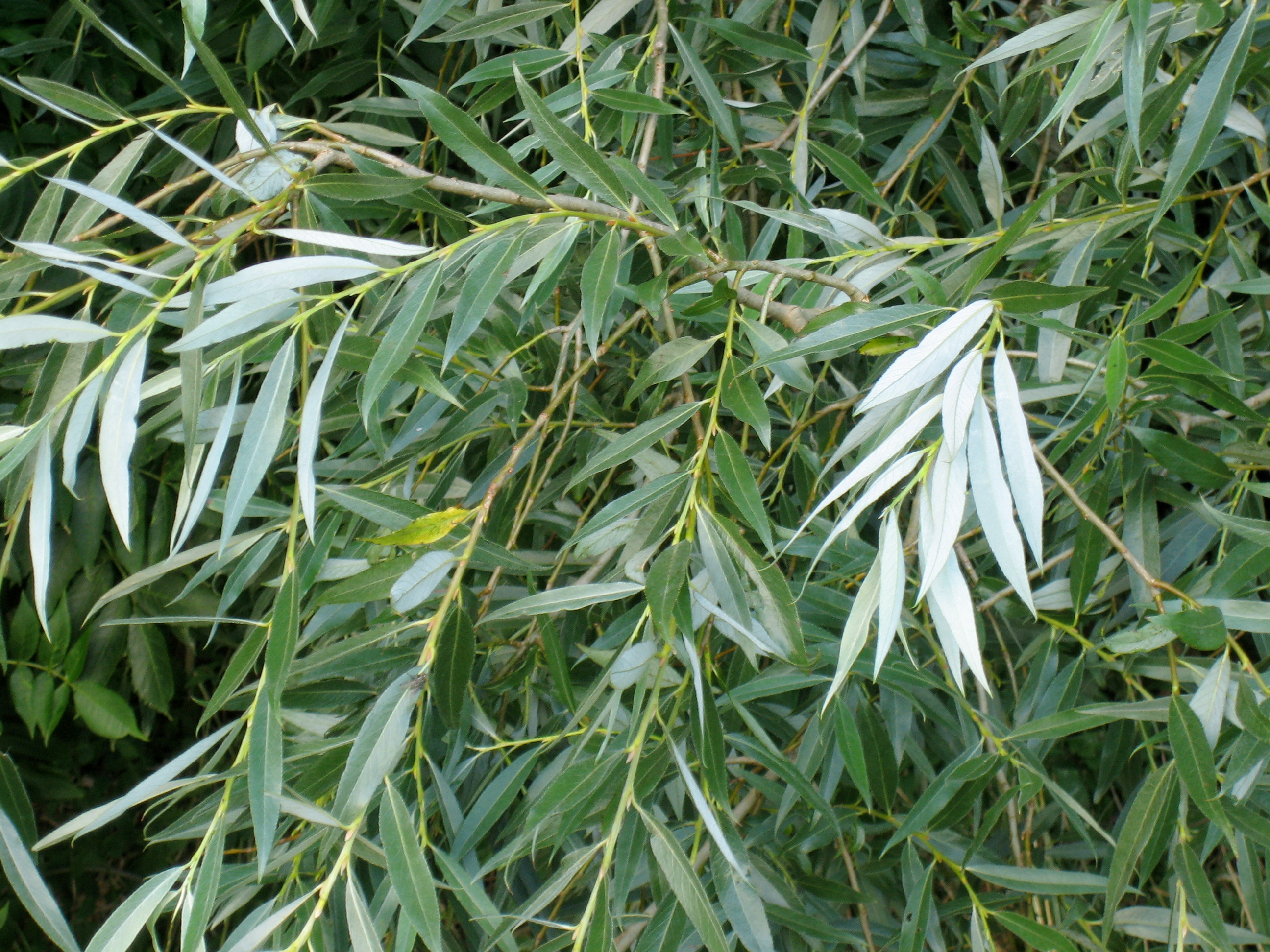

흰버드나무 또는 백버들(Salix alba, white willow)은 아시아 중서부와 유럽에 자생하는 버드나무속의 한 종이다. 이 이름은 잎의 아랫쪽의 흰색 톤(tone)에서 기원한다.
중간~대형 크기의 낙엽성 나무이며 10~30미터 높이까지 자라며 몸통은 최대 1미터 지름이다. 나무껍질은 회갈색이다.

## 경작종
- Salix alba 'Caerulea' (cricket-bat willow; syn. Salix alba var. caerulea (Sm.) Sm.; Salix caerulea Sm.)
- Salix alba 'Vitellina' (golden willow; syn. Salix alba var. vitellina (L.) Stokes)
- Salix alba 'Vitellina-Tristis' (golden weeping willow, synonym 'Tristis')
- The golden hybrid weeping willow (Salix × sepulcralis 'Chrysocoma')